# Tektronix

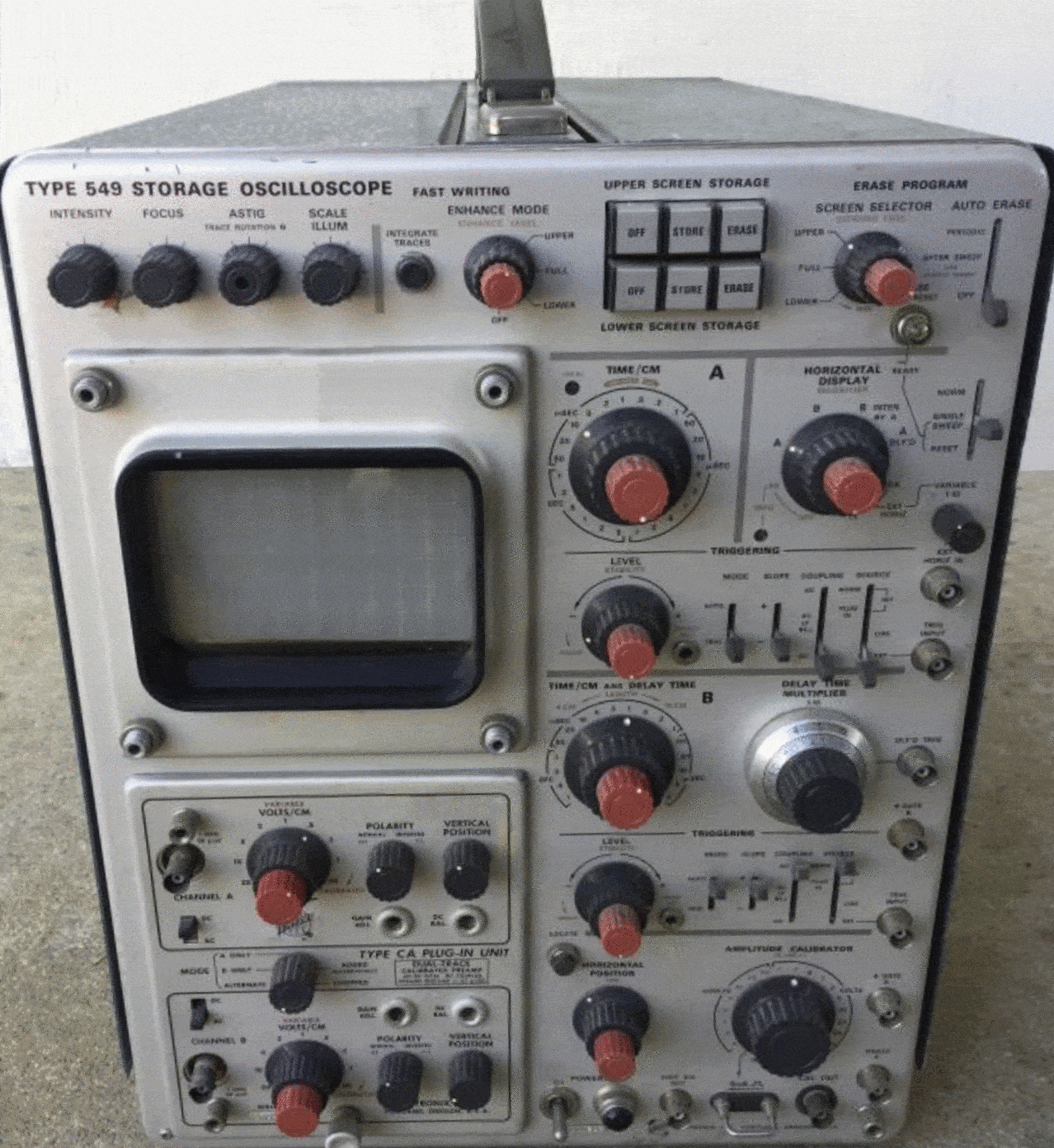
Analogový CRT paměťový osciloskop Tektronix typ 549

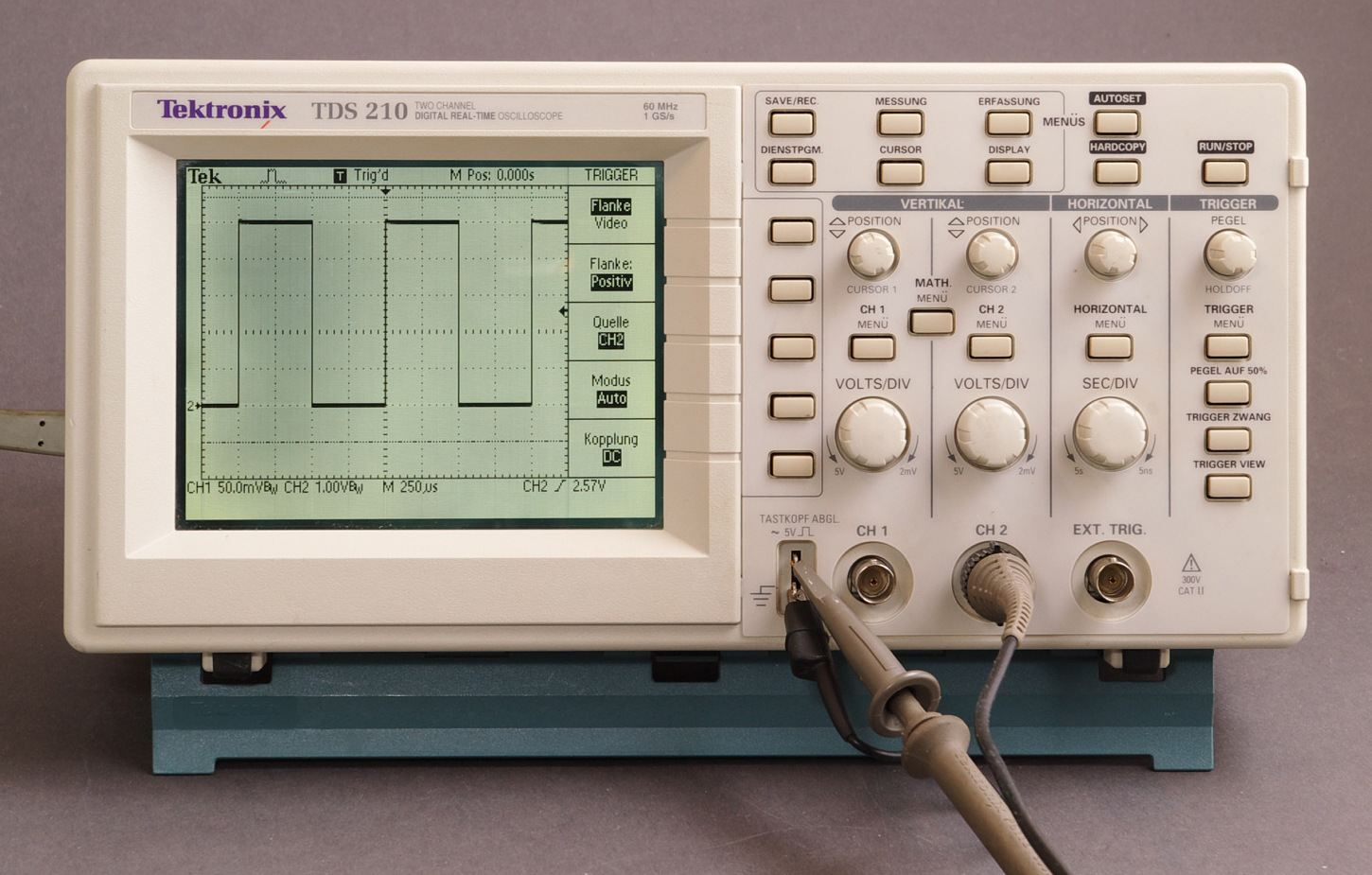
Digitální osciloskop Tektronix TDS210

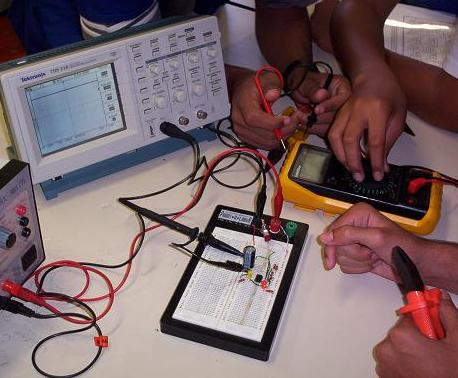
Osciloskop Tektronix v laboratoři

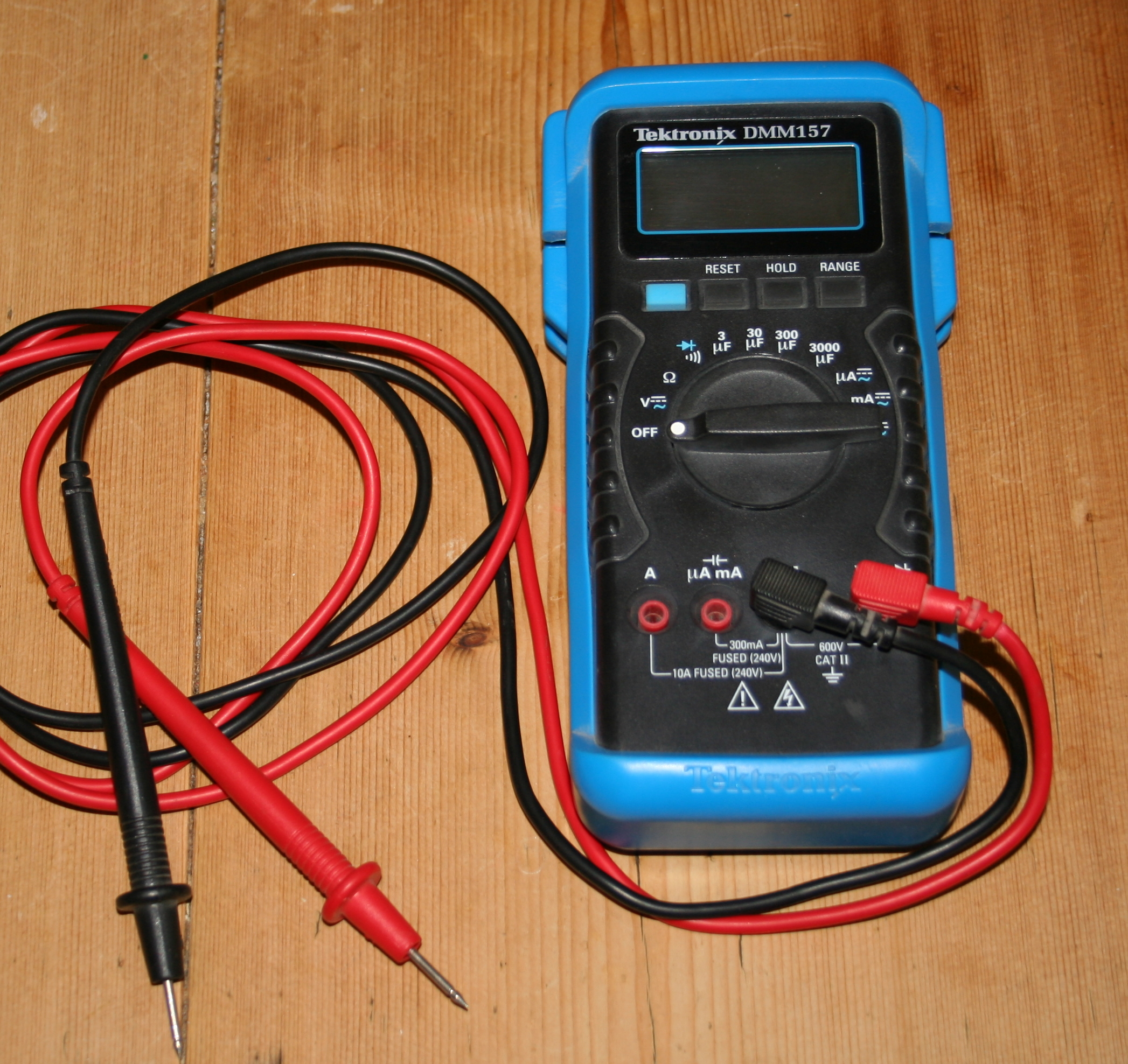
Multimetr Tektronix DMM157

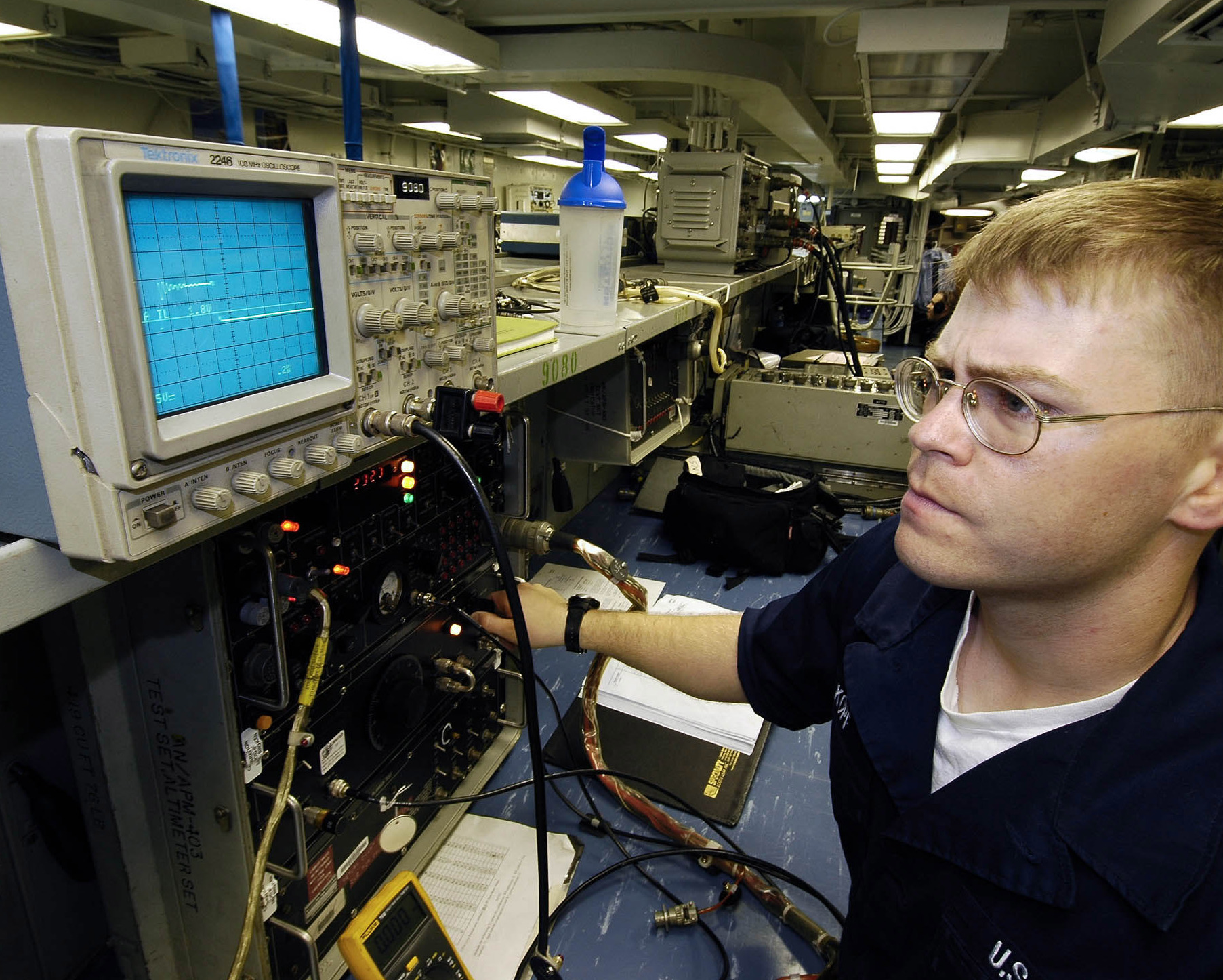
Osciloskop Tektronix 2246 na letadlové lodi USS Abraham Lincoln

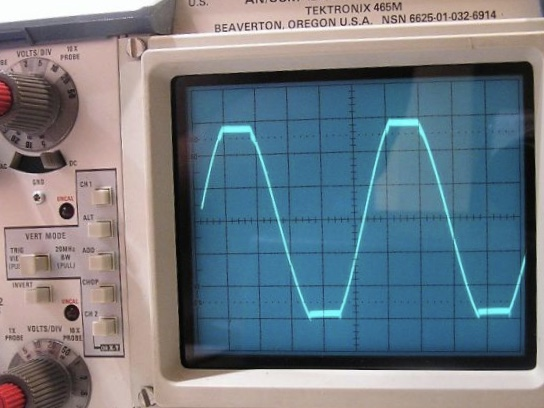
Osciloskop Tektronix 465M

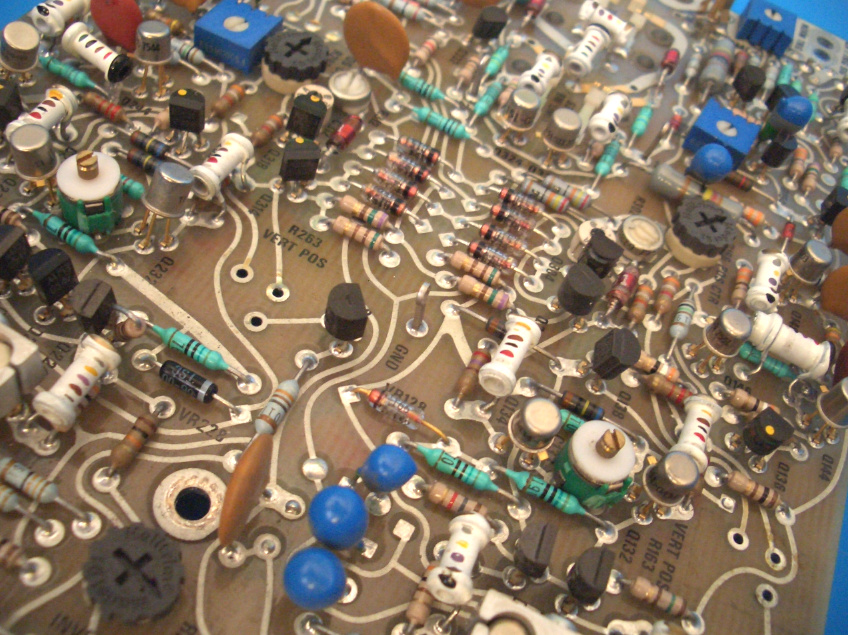
DPS osciloskopu Tektronix 465

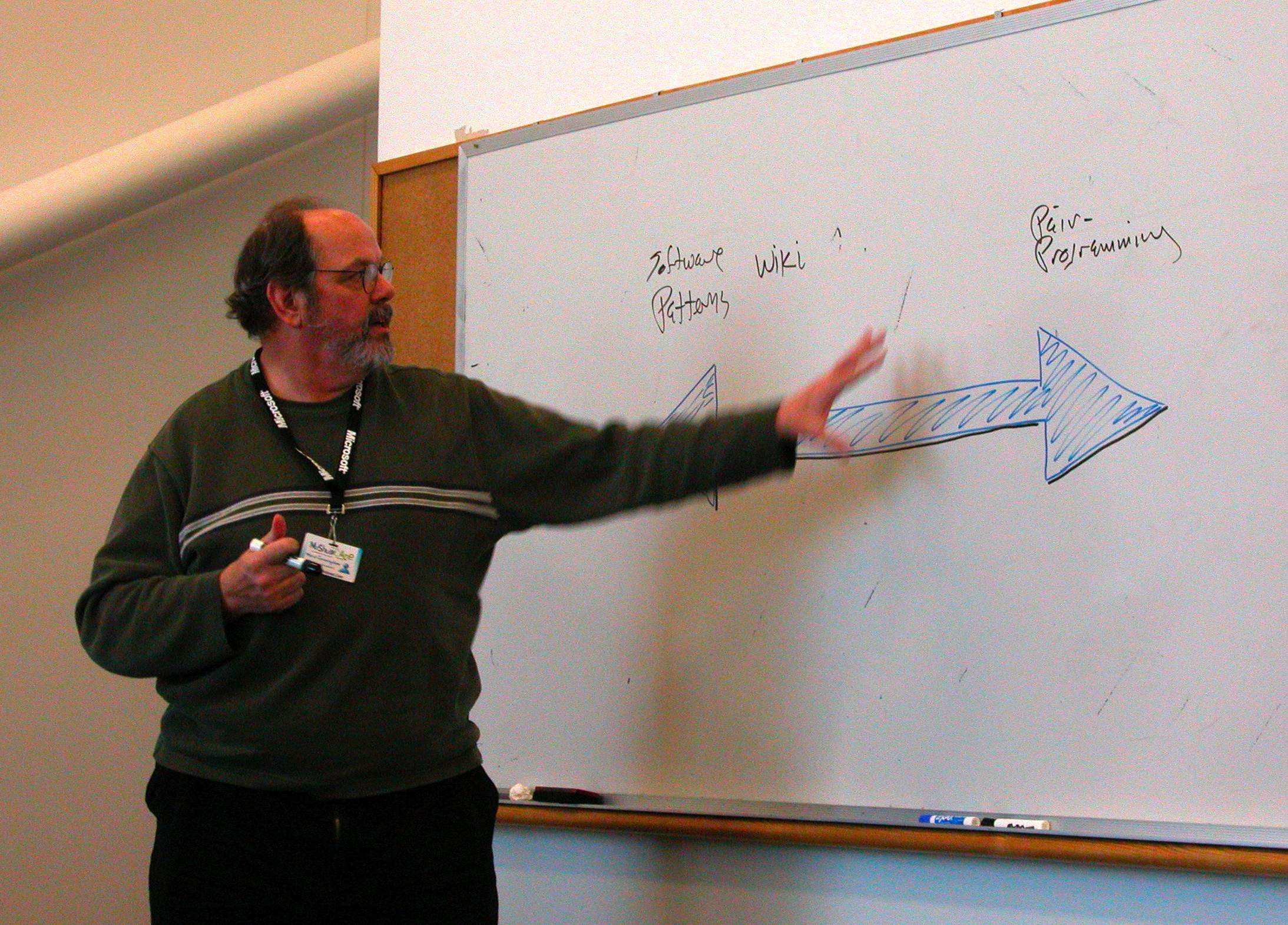
Ward Cunningham

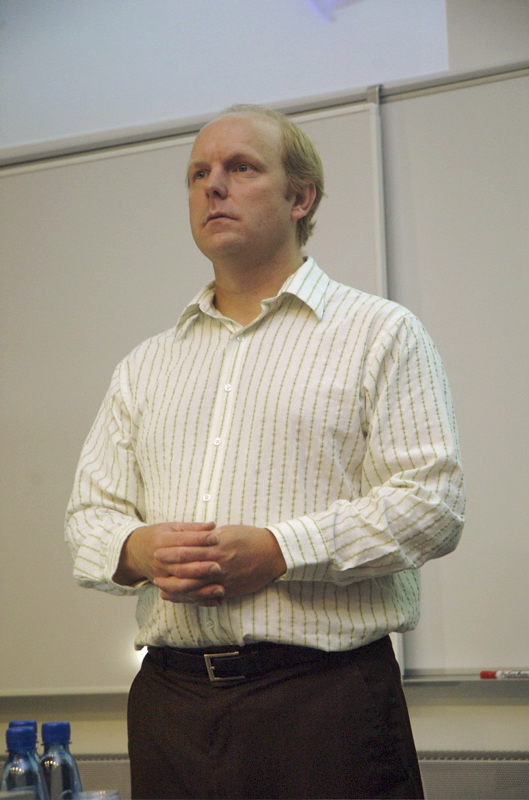
Kent Beck

Tektronix, Inc. je americká společnost se sídlem v Beavertonu ve státě Oregon. Společnost je známá především výrobou elektronických měřicích přístrojů jako jsou např. osciloskopy, logické analyzátory, signální generátory, spektrální analyzátory, digitální multimetry a frekvenční čítače. Od listopadu 2007 se stala dceřinou společností Danaher Corporation. V roce 2008 společnost obdržela cenu Technology & Engineering Emmy Award za vývoj systémů pro sledování toku dat dopravy ATSC a DVB.

## Historie
Společnost byla založena v roce 1946, tedy následující rok po ukončení druhé světové války. Jejími zakladateli byli Howard Vollum a Melvin J. Murdock. Ředitelství společnosti bylo v roce 1946 u SE Foster Road a SE 59. Avenue v Portlandu, stát Oregon. V roce 1947 měla 12 zaměstnanců a v roce 1951 už 250 zaměstnanců. Roku 1950 společnost začala stavět výrobní závod na předměstí Portlandu v blízkosti Barnes Road a Sunset Highway, kam roku 1954 po hlasování zaměstnanců přesunula své sídlo.
V roce 1956 byl na prodej velký pozemek v blízkosti Beavertonu. Zaměstnanecký důchodový fond společnosti tento pozemek zakoupil a pronajal ho zpět společnosti. Stavba nového areálu začala v roce 1957 a roku 1959 se tam společnost přestěhovala. Místo bývá nazýváno Tektronix Industrial Park.
V neděli 16. května 1971 jeden ze zakladatelů společnosti Melvin J. Murdock pilotoval hydroplán, který se zřítil do řeky Columbia nedaleko obce Maryhill. Jeho spolucestující doplaval na břeh, ale Murdock zmizel pod vodou a jeho tělo nebylo nikdy nalezeno. 11. června 1971, tedy méně než měsíc po nehodě, byl soudem prohlášen za mrtvého. 
Roku 1974 společnost získala pozemek s výměrou 1 km² ve Wilsonville ve státě Oregon, kde vybudovala továrnu na výrobu osciloskopických obrazovek. V roce 1976 společnost zaměstnávala téměř 10 000 lidí a stala se největším zaměstnavatelem v Oregonu.
Po mnoho let byla společnost Tektronix hlavním výrobcem elektroniky v Oregonu. Roku 1981 měla přes 24 000 zaměstnanců. Továrny byly také v Evropě, Jižní Americe a Asii. Evropské továrny byly na ostrově Guernsey (součást Evropského sdružení volného obchodu), v Hoddesdonu (Spojené království) a Heerenveenu v Nizozemsku), které bylo členem tehdejšího Evropského hospodářského společenství. Došlo k akvizici britské společnosti Telequipment, ale její osciloskopy byly i nadále uváděny na trh pod značkou Telequipment. 
Po mnoho let byla v Japonsku provozována formou joint venture společnost Sony-Tektronix, v níž měla každá ze zúčastněných stran podíl 50 %. Cílem bylo obejít tehdejší japonská obchodní omezení. Osciloskopy nesly značku Sony/Tektronix.  Nakonec společnost Tektronix vyplatila podíl Sony a stala se jediným vlastníkem.
Někteří bývalí zaměstnanci společnosti Tektronix založili další úspěšné společnosti. Mezi ně patří Mentor Graphics, Planar Systems, Floating Point Systems, Cascade Microtech, Merix Corporation, Anthro Corporation a Northwest Instrument Systems (později došlo k přejmenování na MicroCase).
Díky používání kvalitních součástek postupně získala společnost Tektronix významnou pozici na trhu měřicích a testovacích přístrojů. Součástky používané při výrobě byly drahé, ale výrobky byly kvalitní, měly dobré parametry a stabilitu. Většina výrobců elektronických přístrojů stavěla své osciloskopy s použitím běžně dostupných součástek. Ale společnost Tektronix kvůli zlepšení vlastností přístrojů používala řadu součástek vyrobených na zakázku nebo speciálně vybíraných. Měla vlastní továrnu na výrobu osciloskopických obrazovek, které se vyznačovaly vysokým jasem a ostrou stopou. Později také postavila továrnu na výrobu vlastních integrovaných obvodů pro své produkty.

## Propad
V roce 1980 už měla společnost Tektronix příliš mnoho divizí působících v celé řadě oblastí. To vedlo ke zhoršení hospodářských výsledků téměř v každém čtvrtletí. Následovalo propouštění zaměstnanců a prováděly se změny ve vrcholovém managementu. Roku 1994 byla z divize, která se zabývala výrobou plošných spojů, vytvořena samostatná společnost Merix se sídlem ve Forest Grove ve státě Oregon. V roce 2000 se oddělila i divize „Color Printing and Imaging“, kterou získala společnost Xerox. 
Nakonec společnosti Tektronix zůstala původní činnost - výroba elektronických měřicích přístrojů a testovacích zařízení. Výkonný ředitel společnosti (CEO) Richard H. "Rick" Wills pečlivě omezoval výdaje a v dubnu 2006 dosáhla tržní kapitalizace společnosti zhruba 3 miliardy dolarů.
Roku 2007 společnost Tektronix ztratila samostatnost. Koupila ji za 2,8 miliardy dolarů Danaher Corporation. Před touto akvizicí společnost Tektronix vystupovala na newyorské burze pod označení TEK. To je přezdívka, pod kterou Tektronix znali zaměstnanci, zákazníci a partneři.

## Osciloskopy
Stěžejními výrobky společnosti Tektronix byly vždy osciloskopy. V prvních letech existence společnosti Melvin J. Murdock vyvinul osciloskop Tektronix 511, který měl kalibrovaný vertikální zesilovač a kalibrovanou spouštěnou časovou základnu, což tehdy znamenalo absolutní prvenství mezi osciloskopy. 
Tehdejší přední výrobce osciloskopů v USA Allen Dumont osobně vyzkoušel Tektronix 511 na výstavě elektroniky a byl ohromen. Ale když viděl cenu 795 dolarů, což bylo asi dvakrát tolik než stál jeho do určité míry podobný model, tak prohlásil, že se budou jen těžko prodávat.
V letech 1957-1958 společnost přinesla nový trend v konstrukci osciloskopů, který pokračoval až do roku 1980. Jednalo se o zavedení zásuvných modulů (pluginů) v osciloskopech. Počínaje řadami 530 a 540 mohl uživatel vyměňovat v osciloskopech zásuvné moduly. To dovolilo pružně přizpůsobit osciloskop požadovanému druhu měření. Nejdříve šlo jen o základní pluginy, později se objevily další - spektrální analyzátor, vzorkovací jednotka, tester kabelů a zobrazovač charakteristik tranzistorů.
Roku 1961 společnost přišla s přenosným osciloskopem Tektronix 321, který mohl být napájen ze sítě nebo z akumulátorů. Tento osciloskop byl téměř kompletně osazen tranzistory. Jediná elektronka (nuvistor) zůstala na vstupu vertikálního zesilovače. Později následoval zdokonalený model Tektronix 321A, již stoprocentně osazený tranzistory.
Další pokrok přinesly osciloskopy řady 560, které začaly být osazovány obrazovkami s obdélníkovými stínítky. V roce 1964 přišel průlom, když společnost Tektronix jako první na světě zahájila sériovou výrobu analogových paměťových osciloskopů (Tektronix 564). Vůbec první paměťový osciloskop byl pravděpodobně model 104D od Hughes Aircraft Company, ale těch bylo vyrobeno jen velmi malé množství.
Roku 1966 přišly přenosné osciloskopy řady 400. Nejnižší model této řady - Tektronix 422 - měl šířku pásma vertikálního zesilovače 15 MHz a dražší model Tektronix 453 měl šířku pásma 50 MHz. Oba byly osazeny převážně tranzistory. Americká armáda uzavřela smlouvu na výrobu robustního provedení modelu Tektronix 453 pro servis v terénu. U vylepšeného modelu Tektronix 453A, již kompletně osazeného tranzistory, se šířka pásma zvětšila na 60 MHz. Následující rok se objevil Tektronix 454 se šířkou pásma 150 MHz, což umožnil nový typ obrazovky s dělenými vychylovacími destičkami. Modely této řady přinesly náskok před konkurencí. Roku 1973 byl uveden na trh nejvyšší model této řady - Tektronix 485 se šířkou pásma vertikálního zesilovače 350 MHz. Osciloskopy řady 400 byly populární i v 70. a 80. letech.
Na počátku 70. let společnost udělala v oblasti osciloskopů zásadní změny. Byly zavedeny nové řady osciloskopů, a to řada 5000 a řada 7000. Tyto osciloskopy podporovaly možnost požívání pluginů. Výběr pluginů a jejich možnosti byly větší než u starších řad 530 a 540. V osciloskopech byly používány na zakázku navržené integrované obvody, vyrobené přímo ve společnosti Tektronix. Osciloskopy byly osazovány obrazovkami s obdélníkovým stínítkem, které také pocházely z vlastní výroby.
Roku 1971 společnost dosáhla dvě světová prvenství. Začala prodávat nejrychlejší analogový osciloskop - model 7905 se šířkou pásma 500 MHz, který měl tři zásuvné jednotky a přinesl zákazníkům možnost volby ze čtyř různých obrazovek. Model 5110 měl zase o řád vyšší citlivost než veškeré konkurenční přístroje.  Analogový osciloskop, model 7104 (představený roku 1978), měl šířku pásma 1 GHz.
Během 80. let byly analogové osciloskopy řady 400, řady 5000 a řady 7000 nahrazeny novou generací digitálních paměťových osciloskopů řady 11000 a série TDS. Řada 11000 představovala velké laboratorní modely s velkou plochou obrazovkou, které měly barevný dotykový displej. Byla u nich možnost používat i starší pluginy z řady 7000. Osciloskopy série TDS nahradily starší přenosné přístroje řady 300 a řady 400. Měly podobné rozvržení ovládacích prvků na čelním panelu, ale byly skladnější a měly širší možnosti. Během tohoto období společnost také rozšířila sortiment přístrojů (logické analyzátory, generátory signálů atd.).
V polovině roku 1990 začaly být používány místo klasických obrazovek LCD panely. Řada 11000 byla nahrazena sérií MSO (vícekanálové osciloskopy s barevným displejem). Série TDS pokračovala, ale s LCD panely, počínaje základním modelem TDS-210. U levnějších modelů série TDS řady 2000 byl použit monochromatický displej, zatímco dražší modely byly osazovány barevnými LCD.

## Zaměstnanci
Společnost Tektronix byla často uváděna jako dobrý příklad v oblasti přístupu k zaměstnancům. Pravidla byla bagatelizována a upřednostňovala se důvěra ke každému zaměstnanci. Přístup byl nezvykle liberální a velkorysý. Společnost investovala 35 % hrubého zisku do zaměstnanců. Toto řešení se osvědčilo a společnost dosahovala mnoho let výrazné zisky. Mezi pozoruhodné osobnosti, které svého času pracovaly ve společnosti, patří například:
- Jean M. Auelová: spisovatelka, která je známá fantasy románem Děti země. Její knihy byly přeloženy do mnoha jazyků a celkem bylo prodáno více než 34 milionů výtisků. Ve společnosti Tektronix pracovala jako návrhářka plošných spojů, autorka technické literatury a nakonec jako manažerka.
- Kent Beck: programátor a jeden ze tří autorů agilního procesu zvaného extrémní programování.
- Ward Cunningham: programátor, průkopník extrémního programování. Světovou proslulost si získal softwarem WikiWikiWeb, který začal vyvíjet v roce 1994 a o rok později jej nainstaloval na web své konzultační firmy.
- Barrie Gilbert: vývojář, vynálezce tzv. Gilbertovy buňky, používané mj. i v osciloskopech.
- Delbert Yocam: provozní ředitel, působil také mj. ve vrcholovém managementu společnosti Apple a později ve společnosti Borland.
- Randal L. Schwartz: spoluautor knih o programovacím jazyku Perl.